# Zizaniopsis bonariensis
La Zizaniopsis bonariensis (Zizania bonariensis) es una especie del género de plantas Zizaniopsis, de la familia de las poáceas. Es una sp. endémica de áreas de Uruguay, Argentina, Brasil, Paraguay menos sujetas a inundaciones y en posición más elevada. 

## Descripción
Es de hábito perennifolio, tiene rizomas alargados. Los tallos semejan caña; de 15 a 30 dm de long; espongosos. Lígulas eciliadas membranosas de 1 a 4 cm Hojas lanceoladas erectas de 8 a 13 dm de long. y 7 a 13 mm de ancho; tiesas, de superficie escabrosas; prominentes nervaduras.
La inflorescencia de esta especie es monoecia, y con Z. villanensis (Quarín) son politélicas: una florescencia principal y una zona paracladial. 
Las espigas macho y hembra en la misma inflorescencia panícula abierta, lanceolada; de 9 a 10 dm de long. Sexos segregados; en ramas bisexuales; con el macho abajo. Las espigas solitarias, las masculinas fértiles pediceladas. 
Glumas en ambos sexos ausentes u oscuras.
Flor: 2 lodículas; 6 anteras; 5 a 7 mm de long.; 2 estigmas.
Fruto cariopse con pericarpio brillante; ovoide; isodiamétrico de 6 a 7 mm de long; el ápex rostrado. El hilum linear.